# Isidore de Péluse
Isidore de Péluse, mort vers 450, est un moine du monastère de Lychnos, près de la ville de Péluse dans le delta du Nil, en Égypte. Abbé de son monastère, il a laissé de nombreuses lettres dont l'importance théologique est grande. Liturgiquement, ce saint est commémoré le 4 février.

## Éléments de biographie
Né à Alexandrie, il quitte la ville de sa jeunesse pour devenir d'abord professeur de rhétorique, puis moine au monastère cénobitique de Lychnos, près de Péluse. Il est ordonné prêtre et devient abbé de son monastère. Il est particulièrement estimé pour son sens du devoir religieux. Son évêque Cyrille, patriarche d'Alexandrie, en avait une haute opinion.
Isidore de Péluse a laissé une abondante correspondance. Il est cité dans les Apophtegmes des Pères du désert et Sévère en parle au début du VIe siècle. Il s'est vigoureusement opposé au nestorianisme et à l'eutychianisme.
La tradition conserve de lui environ 2 000 lettres, exhortations religieuses et instructions théologiques. Réunies en corpus au VIe siècle dans le cadre du monastère des Acémètes à Constantinople, elles y ont pu y être consultées  par le diacre Rusticus qui en a traduit 49 en latin, insérées dans sa traduction des actes du concile d'Ephèse (Collectio Casinensis) composée dans la foulée du deuxième concile de Constantinople (553).
Cette traduction ne doit pas être confondue avec celle de l'humaniste André Schott (XVIIe siècle)   Ce sont les S.Isidori Pelusiotae epistolae hactenus ineditae, publiées à Anvers en 1623 [traduction partielle].

## Éditions de référence
- Les lettres d'Isidore de Péluse sont publiées dans la Patrologia Graeca éditée par Migne, vol. LXXVIII.
- CPG 5557-5558.
- René Aigrain, Quarante-neuf lettres de St Isidore de Péluse, Paris, 1911. Introduction en français, lettres en latin (en ligne sur archive.org).
- Une partie des lettres a été publiée dans la collection « Sources chrétiennes » aux Éditions du Cerf, no 422 (lettres 1214 à 1413), 454 (lettres 1414 à 1700) et 586 (lettres 1701 à 2000), édition bilingue.
- Pierre Evieux, Isidore de Péluse, Édition Beauchesne, 1995, 444p.  (ISBN 9-78-270101301-5)